# Funkhouserella
Funkhouserella är ett släkte av insekter. Funkhouserella ingår i familjen hornstritar.
Kladogram enligt Catalogue of Life:
| Funkhouserella | \| \| Funkhouserella arborea \| \| \| \| \| \| Funkhouserella binodis \| \| \| \| \| \| Funkhouserella brevifurca \| \| \| \| \| \| Funkhouserella bulbiturris \| \| \| \| \| \| Funkhouserella pinguiturris \| \| \| \| \| \| Funkhouserella sinuata \| \| \| \| |
|                | \| \| Funkhouserella arborea \| \| \| \| \| \| Funkhouserella binodis \| \| \| \| \| \| Funkhouserella brevifurca \| \| \| \| \| \| Funkhouserella bulbiturris \| \| \| \| \| \| Funkhouserella pinguiturris \| \| \| \| \| \| Funkhouserella sinuata \| \| \| \| |
|                | Funkhouserella arborea |
|                | |
|                | Funkhouserella binodis |
|                | |
|                | Funkhouserella brevifurca |
|                | |
|                | Funkhouserella bulbiturris |
|                | |
|                | Funkhouserella pinguiturris |
|                | |
|                | Funkhouserella sinuata |
|                | |